# 19407 Standing Bear
19407 Standing Bear è un asteroide della fascia principale. Scoperto nel 1998, presenta un'orbita caratterizzata da un semiasse maggiore pari a 2,5912916 UA e da un'eccentricità di 0,1169486, inclinata di 15,06490° rispetto all'eclittica.